# Berndt von Staden

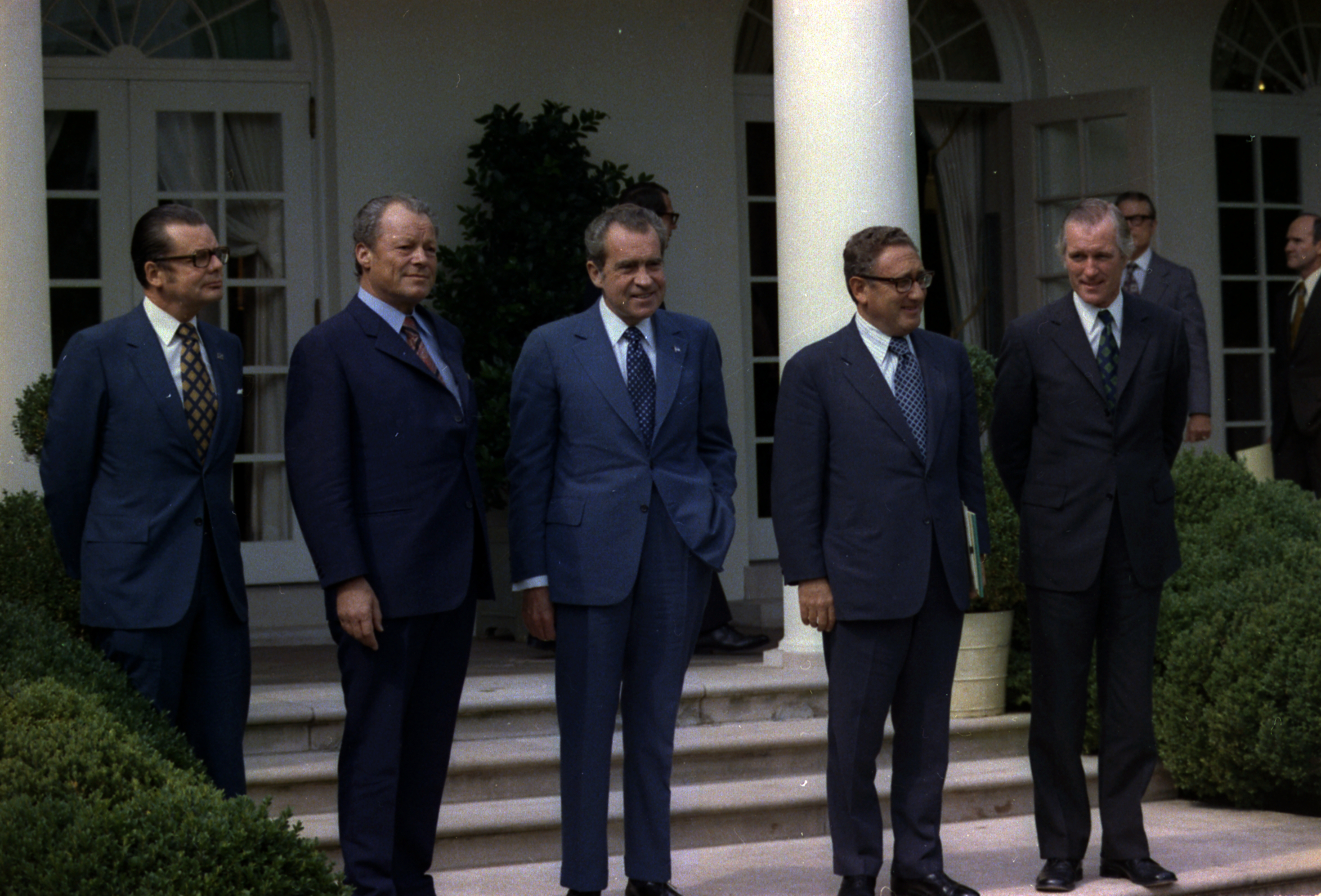
Berndt von Staden (links) 1973 in den USA

Berndt von Staden (bürgerl. Berndt Alexander Robert Michael von Staden; * 24. Juni 1919 in Rostock; † 17. Oktober 2014 in Ludwigsburg) war ein deutscher Diplomat und Staatssekretär des Auswärtigen Amtes.

## Leben
Berndt von Staden, Sohn aus der später geschiedenen Ehe von Richard von Staden und Camilla von Voigt, wuchs als Deutschbalte in Estland auf. Im Zuge des Hitler-Stalin-Pakts 1939 musste die Familie umsiedeln. Über diesen Lebensabschnitt hat Berndt von Staden zwei Werke verfasst, Erinnerungen aus der Vorzeit. Eine Jugend im Baltikum (1999) und Ende und Anfang. Erinnerungen 1939–1963 (2001). Während des Krieges war er Soldat und gehörte zur Abwehr des Admiral Canaris und kam schließlich in Kriegsgefangenschaft in Schleswig-Holstein.
Nach dem Jurastudium in Bonn und Hamburg trat er 1951 ins Auswärtige Amt ein und besuchte die Diplomatenschule in Speyer. Im Auswärtigen Amt war er im Russland-Referat tätig. 1958 wechselte er zur Europäischen Wirtschaftsgemeinschaft nach Brüssel. Er war zunächst für den EG-Kommissar Jean-François Deniau tätig mit Schwerpunkt der EFTA-Verhandlungen, den sogenannten Maudling Verhandlungen zu einer Europäischen Freihandelsassoziation. Von 1961 bis 1963 war er Kabinettschef beim Brüsseler Kommissionspräsidenten Walter Hallstein, dem ersten Vorsitzende der Kommission der Europäischen Wirtschaftsgemeinschaft. 1963 bis 1968 war er Botschaftsrat 1. Klasse in Washington. 1970 bis 1973 war er Direktor der Politischen Abteilung im Auswärtigen Amt in Bonn und als solcher Mitglied des Davignon Komitees 1970 bis 1973.
Berndt von Staden war von 1973 bis 1979 deutscher Botschafter in den Vereinigten Staaten in Washington, D.C., anschließend als Ministerialdirektor Abteilungsleiter für Auswärtige Beziehungen und Sicherheit im Bundeskanzleramt. Von 1981 bis 1983 war er Staatssekretär des Auswärtigen Amts und 1982 bis 1986 Koordinator der Bundesregierung für die deutsch-amerikanische Zusammenarbeit.
In seinem Erinnerungsbuch Zwischen Eiszeit und Tauwetter beschreibt Staden die Wende von der Konfrontation zur Entspannung, deren Beginn er als Botschafter der Bundesrepublik Deutschland bei Kennedy und Johnson in Washington, D.C., beobachtet. Unter den Regierungen von Willy Brandt und Helmut Schmidt konnte Staden als Abteilungsleiter für Auswärtige Beziehungen und Sicherheit im Bundeskanzleramt diese Entspannungspolitik selbst mitgestalten.
Als Pensionär beriet Berndt von Staden sein 1991 wieder unabhängig gewordenes Heimatland Estland beim Aufbau von dessen Außenministerium.
Berndt von Staden war seit 1961 verheiratet mit Wendelgard von Staden (* 1925). Er hatte drei Kinder.

## Ehrungen
- Bundesverdienstkreuz 1. Klasse des Verdienstordens der Bundesrepublik Deutschland (1973)
- Großes Verdienstkreuz des Verdienstordens der Bundesrepublik Deutschland (1978)
- The Jit Trainor Award der Georgetown University (1979)[6][7]
- Großes Verdienstkreuz mit Stern und Schulterband des Verdienstordens der Bundesrepublik Deutschland (1983)
- AmCham Germany Transatlantic Partnership Award der American Chamber of Commerce in Germany (1987)
- Lucius D. Clay Medaille (1990)[8]
- Ordens des Marienland-Kreuzes (I. Klasse) (Maarjamaa Risti teenetemärk) (1997)[9]
- Verdienstorden des Landes Baden-Württemberg (2005)[10]
- Kommandeur der Ehrenlegion

## Werke
- Der Helsinki-Prozess. R. Oldenbourg Verlag, München 1990, ISBN 3-486-55855-2.
- Erinnerungen aus der Vorzeit: Eine Jugend im Baltikum 1919–1939. Siedler, Berlin 1999, ISBN 3886806707
- Ende und Anfang. Erinnerungen 1939–1963. iPa, Vaihingen/Enz 2001, ISBN 3933486289
- Zwischen Eiszeit und Tauwetter. Diplomatie in einer Epoche des Umbruchs. Erinnerungen. wjs, Berlin 2005, ISBN 9783937989051